# Маса (Беневенто)
Маса је насеље у Италији у округу Беневенто, региону Кампанија.
Према процени из 2011. у насељу је живело 136 становника. Насеље се налази на надморској висини од 176 м.